# کیتاساتو شیباسابورو
کیتاساتو شیباسابورو (انگلیسی: Kitasato Shibasaburō؛ زاده ۲۹ ژانویهٔ ۱۸۵۳ - درگذشته ۱۳ ژوئن ۱۹۳۱) یک دانشمند در زمینه باکتری‌شناسی اهل ژاپن بود. کیتاساتو شیباسابور از اواخر قرن ١٩ تا اواسط قرن ٢٠ در زمینه پزشکی فعال بود به عنوان «پدر باکتری‌شناسی ژاپن» شناخته می شود.